# Anu Põder
Anu Põder (Kanepi, 17 novembre 1947 – Tallinn, 17 gennaio 2013) è stata un'artista visuale e scultrice estone.

## Biografia
Põder nacque a Kanepi.

### Formazione
Si diplomò all'8ª scuola superiore di Tartu (in seguito, Scuola Forseliuse di Tartu) nel 1967, poi si iscrisse all'accademia d'arte di Tartu nello stesso anno, prima di partire nel 1970 per studiare scultura presso l'Istituto d'Arte Nazionale Estone, diplomandosi nel 1976.

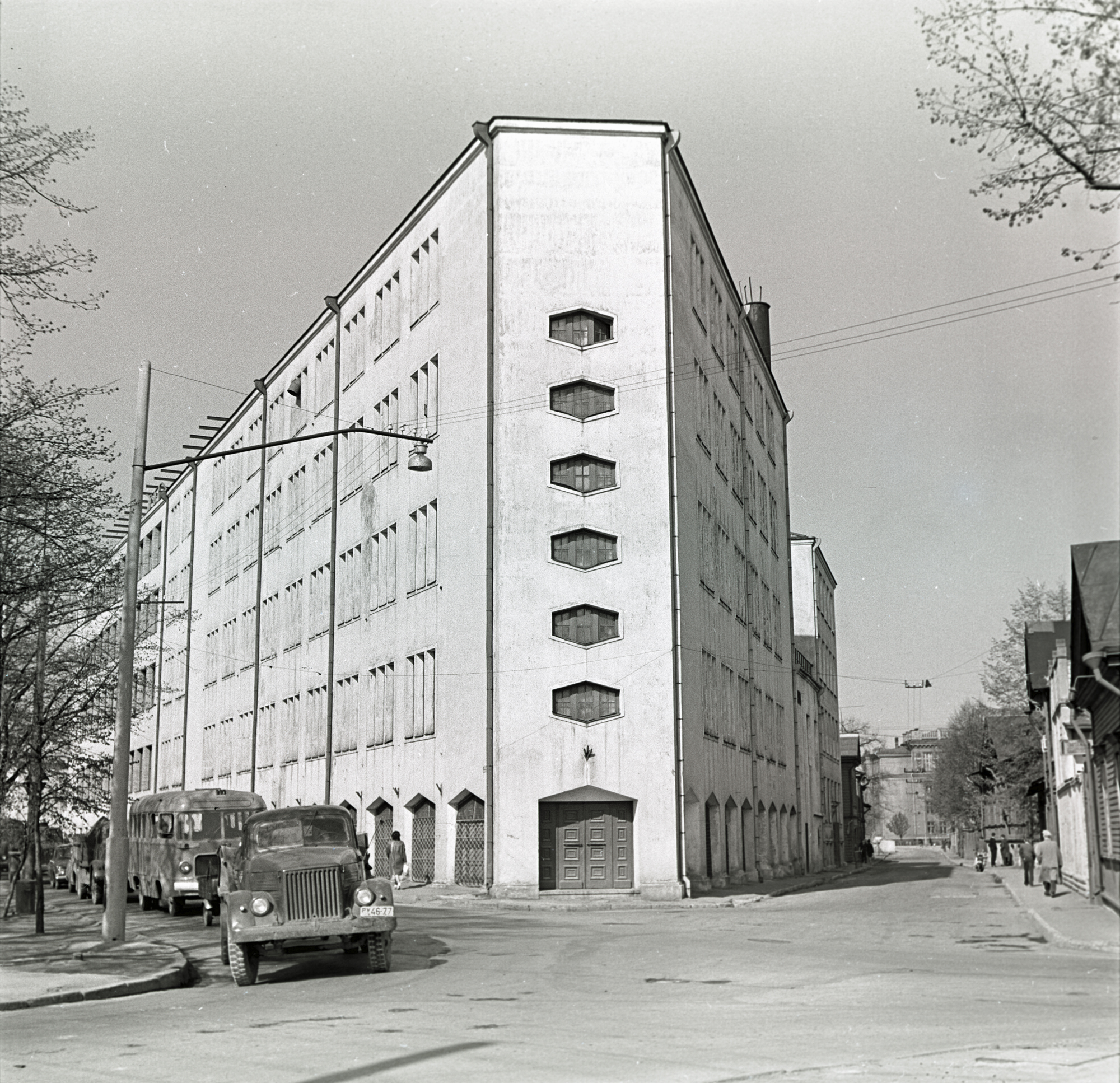
L'Accademia delle Arti Estone (nel 1968), dove avrebbe insegnato Põder dal 1993

### Docenza
Dal 1976 al 1988 fu un'artista freelance e dal 1988 al 1989 fu insegnante di studi di forma presso la scuola secondaria n. 46 di Tallinn. Nel 1989 iniziò a lavorare come insegnante d'arte presso la Scuola d'Arte di Tallinn, lasciando nel 1993 a favore di una cattedra come insegnante di forma presso l'Accademia di Belle Arti Estone. Nel 1998 iniziò lavorare come insegnante di forma presso il College di Arti Applicate dell'Accademia delle arti estone e di corsi di formazione per insegnanti in servizio. Dal 1999 lavorò come insegnante presso il centro di formazione degli insegnanti dell'Accademia.

### Arte
Tra gli anni Ottanta e Novanta del Novecento lavorò con manichini e bambole – tecnica usata nel surrealismo – per rappresentare cyborg e automi. Unendo parti di corpo, indumenti e materiali deteriorabili, creava controfigure del corpo femminile soggetto a trasformazioni. Esempi di queste sculture sono Before Performance (1981),  Figure Which Was Made to Walk (1984) e With a Trombone from the Gill of Lasnamäe (Pink Bird) (1988). In opere come Composition with a Torso and Child’s Hands (1986) emergono le difficoltà di madre single di tre figli nel contesto dell'Estonia sovietica. Sebbene etichettata come femminista per i suoi temi, l'artista non si considerava tale, rigettando le definizioni occidentali.
Anu Põder morì a Tallinn, all'età di 65 anni.

## Accoglienza
Il riconoscimento internazionale per Põder è arrivato solo dopo la mostra Anu Põder: Be Fragile! Be Brave, a cura di Rebeka Põldsam per il Kumu. Le opere di Põder sono annoverate nelle collezioni della Tate Modern e del Museo d'Arte dell'Estonia. Nel 2022, sue opere sono state inserite nella mostra tematica La seduzione del cyborg nell'ambito della 59ª Biennale di Venezia.